# Frauensee (Landkreis Dahme-Spreewald)
Der Frauensee ist ein See südöstlich von Gräbendorf und westlich von Prieros in der Gemeinde Heidesee im Landkreis Dahme-Spreewald in Brandenburg.

## Geographie
Der See ist grundwassergespeist und besaß einen Abfluss in Richtung Dolgensee. In den 1980er Jahren wurde dieser Abfluss durch das Forstamt geschlossen, da der Wasserspiegel des Sees gesunken war.

## Ökologie
Der See liegt im Naturpark Dahme-Heideseen.

## Freizeit und Tourismus
Unweit des Sees liegt das „Haus des Waldes“ in Gräbendorf.

Am Nordufer des Frauensees wurde 1950 der Grundstein für ein Kinderferienlager gelegt, das damalige Pionierzeltlager „M. J. Kalinin“. Mittlerweile ist dort das Kinder- und Jugenderholungszentrum (KiEZ) Frauensee ansässig. Es hat eine Übernachtungskapazität von 850 Betten und verfügt über ein Gelände von 24 Hektar. Hier wurde am 3. Oktober 2014 das Floriansdorf KiEZ Frauensee eingeweiht.